# Treixedo
Treixedo este o localitate (recensământ, în 2001 numărate 1,104 persoane), aproape de Santa Comba Dão, districtul  Viseu, Portugalia. 
Treixedo este un vechi sat (primul document de atestare este un text latin datând de la 974), înconjurat de frumoase văi și coline împădurite. 

## Legături externe
- Treixedo site-ul Arhivat în 2 mai 2014, la Wayback Machine.
- Unele fotografii din Treixedo